# Cerdagne
La Cerdagne (en catalan : Cerdanya et en espagnol : Cerdaña) est une région naturelle d'une superficie de 1 086,07 km2 située dans l'est du massif des Pyrénées, partagée entre l'Espagne à 50,3 % et la France à 49,7 %.
On appelle Basse-Cerdagne la partie espagnole, et Haute-Cerdagne la partie française, parce qu’elle est située dans la moitié amont de ce bassin. Les appellations Cerdagne française et Cerdagne espagnole sont aussi employées, voire parfois Cerdagne sous administration espagnole et Cerdagne sous administration française. Il faut aussi noter que la comarque catalane, qui correspond à la partie espagnole, s'appelle Cerdanya.

## Géographie
La Cerdagne est un fossé d'effondrement miocène se présentant comme une large vallée occupant le bassin d'un ancien lac d'origine glaciaire drainé par le Sègre, affluent de l'Èbre ibérique,,.
Son relief uniforme l'a fait qualifier de plaine, mais il s'agit ici d'une « haute plaine » située à une altitude moyenne de 1 200 mètres.
Le col de la Perche sépare la Cerdagne du Conflent.

## Étymologie
La Cerdagne doit son nom aux Cerretains.

## Démographie
En 2001, les habitants de la Cerdagne étaient 26 500, dont 53,4 % en Espagne et 46,6 % en France. Avec une densité de 24 habitants par km², la région est donc l'une des plus faiblement peuplées d'Europe occidentale. La seule ville importante de Cerdagne est la petite agglomération transfrontalière de Puigcerdà : 10 900 habitants en 2001. Elle regroupe Puigcerdà même côté espagnol et Bourg-Madame côté français. Malgré des efforts de coopération, les deux communes n'ont pas de réelle volonté de développer des projets de liaisons, routières en particulier.
Puigcerdà est le siège du GECT Hôpital de Cerdagne, le premier GECT à vocation uniquement sanitaire de l'Union européenne.

## Histoire
Lors du traité des Pyrénées en 1659, l'Espagne concède à la France l'Artois, 14 places fortes en Flandres et la province du Roussillon qui se compose des vigueries du Roussillon, du Conflent et de Cerdagne. La partie au nord des Pyrénées de Cerdagne doit alors revenir au roi de France. Cependant, si 33 villages sont donnés au roi de France, Llívia, seule ville faisant valoir son statut de ville et non de bourg ou de village, échappe à l'annexion, mais sa forteresse sera détruite. Aujourd'hui, Llívia est enclavée dans le département français des Pyrénées-Orientales. Mention faite au traité des Pyrénées, jamais plus de huit hommes en armes ne pourront passer sur la route neutre la reliant à l'Espagne.

## Basse-Cerdagne

### Administration
La Cerdagne espagnole, ou Basse-Cerdagne (en catalan : Baixa Cerdanya), est une entité administrative de Catalogne : la comarca de la Cerdanya.

### Histoire
Durant la Première Guerre mondiale, la proximité de la Basse-Cerdagne avec la Cerdagne française et les liens entre les populations de chaque côté de la frontière permettent de mettre en place un important trafic de chevaux et mulets importés de France, passés en Espagne puis revendus à l'armée française en passant par le col du Perthus.

### Tourisme
Il y a une station de ski, Masella - La Molina (domaine skiable Alp 2500), ainsi que trois stations de ski de fond : Guils Fontanera, Lles et Aransa.

## Haute-Cerdagne

Les armoiries de Cerdagne.

### Administration
La Cerdagne française, ou Haute-Cerdagne (en catalan : Alta Cerdanya), fait partie du département français des Pyrénées-Orientales, en région Occitanie, et correspond approximativement au canton de Saillagouse.
Elle est frontalière avec d'une part la principauté d'Andorre, et d'autre part avec la communauté autonome de Catalogne en Espagne, notamment avec ses comarques du Ripollais (officiellement en catalan Ripollès) et de la Basse-Cerdagne (officiellement en catalan Cerdanya mais également communément appelée Baixa Cerdanya pour la distinguer de la Cerdagne française, cette comarque est à cheval administrativement sur les provinces catalanes de Gérone et Lérida ; elle inclut également l'exclave espagnole de Llívia, enclavée en France dans le canton de Saillagouse).

### Énergie solaire

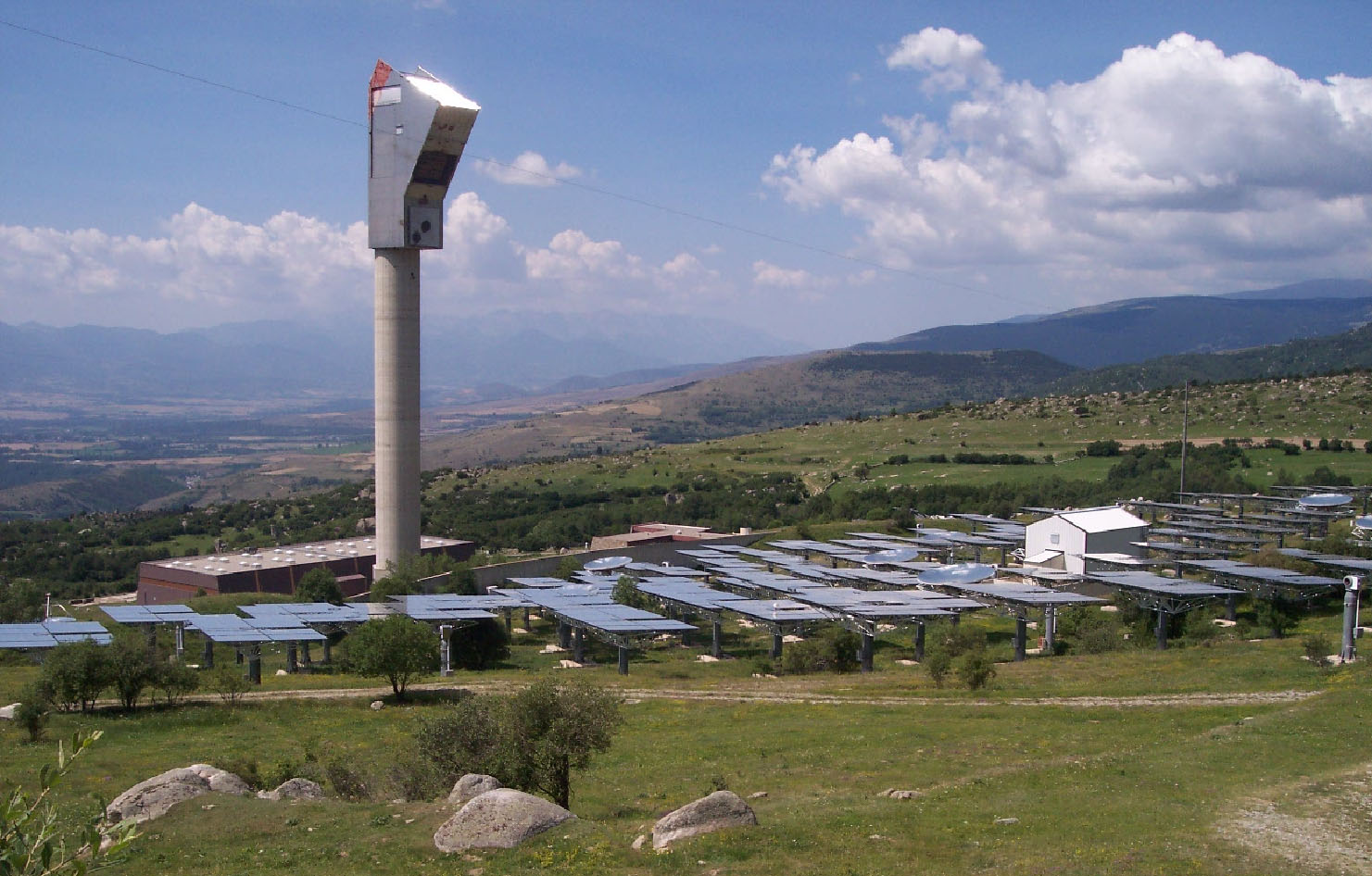
La Centrale solaire de THEMIS.

L'intensité de la luminosité a permis l'implantation du plus grand four solaire du monde, le four solaire d'Odeillo (en catalan : Odelló), de celui de Mont-Louis, de la Centrale solaire de THEMIS à Targasonne, et dernièrement de la centrale solaire eLLO à Llo.
Le four solaire d'Odeillo a essentiellement vocation de recherche scientifique et héberge le laboratoire PROMES du CNRS, celui de Mont-Louis est géré par une petite entreprise locale qui a repris les installations que Félix Trombe a conçues en 1949, tandis que THEMIS est un centre de recherche et développement et eLLO une centrale solaire en activité.

### Tourisme
- Font-Romeu-Odeillo-Via garde encore aujourd'hui la renommée de sa grande époque, celle du Grand hôtel et du tourisme de luxe, ainsi que de son centre national d'entraînement en altitude - CREPS Font-Romeu.
- Musée de Cerdagne à Sainte-Léocadie.
- La Cerdagne est desservie par la ligne ferroviaire dite du « Train jaune » qui relie Villefranche-de-Conflent (dont les remparts Vauban sont inscrits au patrimoine mondial de l'UNESCO) à Latour-de-Carol, gare internationale et trait d'union entre Paris et Barcelone, puisque s'y rejoignent la ligne SNCF Paris-Toulouse-Latour-de-Carol et la ligne RENFE de Barcelone à Latour-de-Carol. La gare internationale de Latour-de-Carol est ainsi l'une des gares européennes (avec celle de Montreux en Suisse et de Hendaye en France) comportant des voies de trois écartements différents. Elle reçoit en effet la ligne française à écartement standard, l'écartement espagnol, et la voie métrique du Train jaune.
- Il y a deux aérodromes : côté français, l'aérodrome militaire de Sainte-Léocadie, et  côté espagnol, il y a l'Aérodrome de la Cerdanya (ca). À proximité, il y a aussi l'aérodrome de la Quillane, à vocation essentiellement touristique et ludique.
- Les stations de ski : Font-Romeu - Bolquère - Pyrénées 2000 - Puigmal 2900 - Porté-Puymorens - Espace Cambre d'Aze.

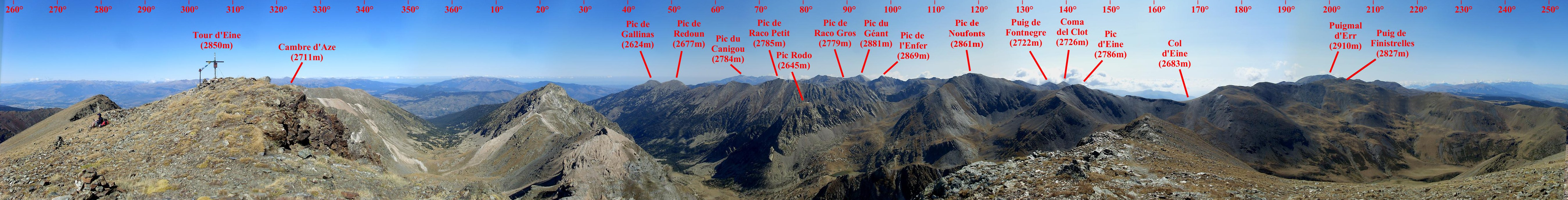
Vue des principaux sommets de Cerdagne depuis la Tour d'Eyne.